# ادنا شیمش
ادنا شیمش (عبری: עדנה שמש‎؛ زادهٔ ۱۹ مه ۱۹۵۳) رمان‌نویس، روزنامه‌نگار و مترجم اهل اسرائیل است. او از دانش‌آموختگان دانشگاه عبری اورشلیم و از رومانیایی‌های مهاجرت‌کرده به اسرائیل است.